# Pikaar
Pikaar is een restaurant in Nederland, dat opende in 2021. Bij de uitreiking van de Michelinsterren voor 2022, ontving het een ster.

## Locatie
Het restaurant is gelegen in het centrum van de Noord-Brabantse plaats Hilvarenbeek. Het monumentale pand ligt aan het Vrijthof 27.

## Geschiedenis
Chef Cas Pikaar groeide op in Riethoven en studeerde aan de horecaopleiding De Rooi Pannen in Eindhoven. Hier leerde hij zijn huidige partner Kelly Pikaar kennen. Tijdens zijn opleiding werkt Pikaar onder andere bij sterrenzaken Tribeca, Wiesen, en Wollerich. Na zijn studie werkte hij bij restaurant Doyy in Eindhoven. Midden in de coronapandemie in 2021 opende hij samen met vrouw Kelly restaurant Pikaar.
Op 30 mei 2022, bij de uitreiking van de Michelinsterren voor 2022, ontving de eetgelegenheid een ster. In 2024 had de eetgelegenheid 15 van de 20 punten in de GaultMillau-gids. De Nederlandse culinaire gids Lekker schaart het restaurant sinds hun opening bij de 100 beste restaurant van Nederland, het kwam binnen op plaats 56.